# آنا بيرد
آنا بيرد (بالدنماركية: Anna Bård)‏ هي عارضة وممثلة دنماركية، ولدت في 2 أبريل 1980 في كوبنهاغن في الدنمارك.

## وصلات خارجية
- آنا بيرد على موقع IMDb (الإنجليزية)
- آنا بيرد على موقع ألو سيني (الفرنسية)
- آنا بيرد على موقع أول موفي (الإنجليزية)
- آنا بيرد على موقع قاعدة بيانات الفيلم (الإنجليزية)
- آنا بيرد على موقع كينوبويسك (الروسية)